# Arbetsprov
Arbetsprov eller arbets-EKG, är en diagnostisk metod för att undersöka en människas reaktion på kroppsarbete och/eller mäta maximal prestationsförmåga.
Vanligen belastas patienten till nära maximal ansträngning under kontinuerlig EKG-övervakning, med registrering av subjektiv och faktisk arbetsbelastning, puls och blodtryck, samt symtom, framförallt obehag/smärtor i bröstet.
Belastningen består ofta av bencykling på en ergometercykel där belastningen stegvis ökas, antingen genom "steady state" (som är en större ökning av belastningen varje gång, vid färre tillfällen) eller "ramp" (som är en stegvis ökning varje minut). Arbetsprov kan i vissa fall utföras på gångmatta (vanligt i andra länder) eller med armarbete då patienten är oförmögen att trampa med benen.
En vanlig frågeställning som föranleder arbetsprov är coronarinsufficiens, (syrebrist i hjärtmuskeln vid belastning). Andra frågeställningar kan vara exempelvis arytmier under arbete, medicinpåverkan eller prestationsförmåga hos idrottare och brandmän. Arbetsprov ingår ofta som komplement även vid bedömning av klaffsjukdomar, för att värdera sjukdomens inverkan på prestationsförmågan.